# Комітет прав людини СРСР
Комітет захисту прав людини СРСР (рос. Комитет Прав Человека СССР) — правозахисна організація в СРСР, створена у 1970 році. Засновниками виступили: радянський фізик, нобелівський лауреат, співтворець водневої бомби Андрій Сахаров разом з Андрієм Твердохлєбовим та Валерієм Чалідзе. Андрій Сахаров відкрито виступав проти Радянських ядерних випробувань. У 1968 році, Сахаров публікує працю — «Роздуми про прогрес, мирне співіснування і інтелектуальну свободу», своєрідний заклик до ядерного роззброєння. В результаті чого, Радянська влада позбавляє Сахарова професорського звання.
Комітет виступав проти закритих судів, смертної кари, та репресивної психіатрії.
До складу комітету входили інші видатні діячі: Олександр Солженіцин, Олена Боннер, Ігор Шафаревич, Павло Літвінов.
Комітет офіційно подавав запит на членство у Міжнародній лізі з прав людини. У червні 1971 року Ліга схвалила заявку. Це був перший випадок в історії коли Західна, недержавна організація пов'язала себе з організацією у Радянському Союзі.